# 10276 Matney
10276 Matney è un asteroide della fascia principale. Scoperto nel 1981, presenta un'orbita caratterizzata da un semiasse maggiore pari a 2,3591639 UA e da un'eccentricità di 0,1858645, inclinata di 3,06605° rispetto all'eclittica.
L'asteroide è dedicato a Mark Matney, studioso del comportamento dei detriti orbitali.